# メタコンドロマトーシス
メタコンドロマトーシス（英: metachondromatosis）または中軟骨腫症（ちゅうなんこつしゅしょう）は、常染色体優性形式で遺伝する、不完全な浸透度の遺伝疾患である。この疾患では骨の成長に影響が生じ、主に手や足の骨に外骨腫が生じるほか、長骨の骨幹端や腸骨稜に内軟骨腫が生じる。この症候群は主に管状骨に影響が及ぶが、脊椎、小関節、扁平骨が関係する場合もある。この疾患は、PTPN11遺伝子のエクソン4の変異が原因であると考えられている。メタコンドロマトーシスの患者ではこのエクソンに11塩基対の欠失が生じており、その結果フレームシフトとナンセンス変異が生じている。この疾患は、1971年にフランスの医師Pierre Maroteauxによって発見と命名がなされた。彼は外骨腫とオリエール病の放射線学的特徴を示す2家族を観察し、1家族の5人の患者の観察から、この疾患が常染色体優性形式で遺伝することが特定された。この疾患の報告症例数は40に満たない。

## 症状と徴候
メタコンドロマトーシスは複数の内軟骨腫と骨軟骨腫の存在を特徴とするが、特徴的ではない他の症状も伴うことが多い。症状は出生後10年以内に出現し、後に消失する。メタコンドロマトーシスで観察される症状には次のようなものがある。

### 内軟骨腫
内軟骨腫は骨の内部に存在する良性腫瘍である。メタコンドロマトーシスでは、腸骨稜や長骨の骨幹端、多くの場合大腿骨近位部の内軟骨腫を伴う。通常、こうした腫瘍は痛みを伴うことはないが、手や足に複数の病変が存在することが一般的であり、こうした場合には骨の変形が生じる場合がある。

### 骨軟骨腫
骨軟骨腫は、成長板近傍の骨表面に位置する良性腫瘍である。手や足にも存在することが多く、主に指が影響を受けるが、10歳から20歳以降に軽快する傾向がある。敏感な組織や神経が腫瘍によって圧迫される場合には痛みを伴う場合がある。メタコンドロマトーシスは、骨軟骨腫の発生部位や骨短縮が観察されないといった差異により、遺伝性多発性外骨腫から鑑別される。

### その他
骨端や骨幹端の構造の異常、阻血性骨壊死、骨の形状の異常を原因とする痛み、脳神経麻痺が観察される場合がある。

## 遺伝学
メタコンドロマトーシスは常染色体優性形式で遺伝し、欠陥遺伝子を1コピー有するだけで疾患の原因となる。疾患の原因はPTPN11遺伝子（12q24.13）のエクソン4の11塩基対の欠失と関連付けられており、この欠失はフレームシフトを引き起こすことで本来よりも上流に終止コドンが生じるナンセンス変異となる。その結果、遺伝子産物であるチロシンホスファターゼSHP2は切り詰められた形となり、機能を喪失する。
SHP2はIHH遺伝子の発現調節に重要な役割を果たしており、この遺伝子は軟骨細胞の分化と関連している。メタコンドロマトーシスの患者は一般的にIHHの高発現を示し、このことが腫瘍成長の原因となっていると考えられている。
変異はタンパク質の機能喪失を引き起こすものであること、そして優性遺伝することからは、ホモ接合型の場合にはヘテロ接合型の患者よりも重度の症状が生じることが想定されるが、この疾患は稀であるためこうした主張を裏付けるだけの十分なデータは得られていない。ヘテロ接合型患者の一部ではきわめて軽微な影響しかみられないため、この疾患は不完全浸透性の疾患に分類される。こうした不完全浸透性の原因は十分には理解されていないが、IHHの発現に影響を及ぼす他の因子が関与している可能性がある。

## 診断
メタコンドロマトーシスは希少疾患であるため、その認識と診断には困難が伴うことが多い。診断は臨床所見と放射線学的所見、家族歴に基づいて行われる。放射線学的手法によって、手や足の骨など短管骨の骨幹端に関節方向を向いた骨軟骨腫が観察される。骨軟骨腫とともに内軟骨腫も観察される場合がある。鑑別診断には、遺伝性多発性外骨腫などがある。遺伝性多発性外骨腫では主に長骨が影響を受け、病変は関節または成長板から離れる方向を向いており、その結果として骨の短縮や変形が引き起こされていることがある。メタコンドロマトーシスは遺伝性であるため、患者とその家族には遺伝カウンセリングが勧められる場合がある。メタコンドロマトーシスに対する遺伝子検査としては、全コーディング領域の配列解析、特定の多型を標的としたtargeted variant analysis、欠失/重複解析、疾患関連エクソン選択的な配列解析など、いくつかの方法が利用できる。

## 治療
骨軟骨腫は通常は痛みを伴わず、そして多くの症例では腫瘍は10歳から20歳以降に自発的に退縮する。大部分の患者は無症候性であり、医学的介入を必要としない。しかしながら、手や足の重度のアライメント不良のような極端な症例では、骨軟骨腫を除去するための外科手術が行われる場合がある。

## 疫学
メタコンドロマトーシスは非常に稀な疾患であり、発生率は100万人に1人以下である。これまで世界中で報告されている症例数は40に満たない。